# Mateh Benjamin
Mateh Benjamin (hebräisch מועצה אזורית מטה בנימין, Mo'atza Azorit Mateh Binyamin) ist eine israelische Regionalverwaltung im südlichen Bergland von Samarien im von Israel besetzten Westjordanland. Sie ist benannt nach einem der zwölf Stämme Israels, dem Stamm Benjamin.
Der Sitz der Verwaltung ist in Psagot. Laut einem nicht bindenden Gutachten zu den rechtlichen Folgen von Israels Besatzungspolitik des Internationalen Gerichtshofs in Den Haag ist die israelische Besetzung des Westjordanlandes völkerrechtswidrig.

## Lage
Mateh Benjamin liegt im zentralen Westjordanland, nördlich von Jerusalem und westlich des Jordans.

## Geschichte

### Siedlungsbau
Israel besetzte im Sechstagekrieg von 1967 das Gebiet der heutigen Regionalverwaltung und erbaute völkerrechtswidrig Siedlungen, von denen die meisten in den 1970er-Jahren errichtet wurden. 1979 wurde für sie eine eigene Verwaltungseinheit gegründet.
Seit 2008 liegen die folgenden Siedlungen auf der westlichen, israelischen Seite der Sperranlage:
- Im Modi'in Block: Chaschmonajim, Matitjahu, Na'ale und Nili
- Im Gebiet von Latrun: Mevo Choron, Bet Choron
- Nordwestlich von Jerusalem: Giw'on HaChadascha
- Im Gebiet von Adumim, östlich von Jerusalem: Almon und Kfar Adumim

Die restlichen Siedlungen befinden sich verstreut zwischen den palästinensischen Autonomiegebieten.

### Angriffe palästinensischer Attentäter auf Siedler
- 28. Dezember 2001 –  Die Leiche des von Palästinensern ermordeten 45-jährigen Tzion Ohana aus Gewa Binjamin, bzw. Adam wird aufgefunden.[2]

- 19. Juni 2015 – Der 25-jährige Israeli Danny Gonen wird von einem Palästinenser in seinem Auto erschossen, zu dem Anschlag bekannte sich die Hamas. Der Attentäter wurde am 15. Juli 2015 verhaftet.[3]

- 21. Juli 2017 – Drei Mitglieder einer israelischen Siedlerfamilie aus Chalamisch werden durch einen palästinensischen Attentäter erstochen. Ein Soldat aus dem Nachbarhaus verwundet den Attentäter, der daraufhin festgenommen und im Februar 2018 zu dreimal lebenslänglicher Haft verurteilt wird.[4]
- 26. Juli 2018 – Ein 17-jähriger Palästinenser ersticht einen 31-jährigen Israeli und verwundet zwei weitere.[5]
- 9. Dezember 2018 – Bei einem Anschlag in Ofra werden sieben Israelis, darunter eine Schwangere, verwundet. Das ungeborene Kind muss notgeboren werden, stirbt jedoch am 12. Dezember.[6]
- 13. Dezember 2018 – Ein palästinensischer Attentäter feuert beim Außenposten Giv'at Assaf nahe der Siedlung Ofra aus einem Auto in eine Menschengruppe an einer Bushaltestelle hinein. Zwei israelische Soldaten sterben, zwei Zivilisten werden schwer verletzt.[6]
- 23. August 2019 – Die 17-jährige Rina Schnerb stirbt bei einem Sprengstoffanschlag nahe der Siedlung Dolev, ihr Vater und ihr Bruder werden schwer verwundet.[7]

## Gliederung
- zwei Moschawim: → Tabelle der Moschawim
- 27 Gemeinschaftssiedlungen: → Tabelle der Gemeinschaftssiedlungen
- 15 Außenposten: → Liste israelischer Siedlungen
- Die Industriezone Scha'ar Benjamin, nordöstlich von Jerusalem

## Einwohner
Die Einwohnerzahl beträgt 73.673 (Stand: Januar 2022).
Das israelische Zentralbüro für Statistik gibt bei den Volkszählungen vom 4. Juni 1983, 4. November 1995 und vom 28. Dezember 2008 für die Orte der Regionalverwaltung folgende Einwohnerzahlen an:
| Name              | 1983  | 1995   | 2008   |
| ----------------- | ----- | ------ | ------ |
| Almon             | 42    | 523    | 925    |
| Ateret            | 72    | 253    | 763    |
| Beit Choron       | 190   | 595    | 1.034  |
| Chalamisch        | 365   | 882    | 981    |
| Chaschmonaim      | -     | 1.730  | 2.591  |
| Dolev             | -     | 540    | 1.230  |
| Eli               | -     | 759    | 2.771  |
| Geva Benjamin     | -     | 404    | 3.731  |
| Givon HaHadascha  | 92    | 935    | 1.113  |
| Kfar Adumim       | 253   | 1.120  | 2.686  |
| Kfar HaOranim     | -     | -      | 2.172  |
| Kochaw HaSchachar | 129   | 865    | 1.690  |
| Kochaw Ja'akov    | -     | 756    | 5.926  |
| Maale Lewona      | -     | 334    | 584    |
| Maale Michmas     | 134   | 589    | 1.261  |
| Matitjahu         | 85    | 2.440  | 1.382  |
| Meve Choron       | 253   | 495    | 1.327  |
| Mitzpe Jericho    | 159   | 762    | 1.792  |
| Na'ale            | -     | 140    | 749    |
| Nachliel          | -     | 227    | 374    |
| Nili              | 155   | 517    | 913    |
| Ofarim            | -     | 235    | -      |
| Ofra              | 508   | 1.330  | 2.735  |
| Psagot            | 209   | 864    | 1.623  |
| Rimonim           | 86    | 426    | 602    |
| Schilo            | 325   | 1.010  | 2.303  |
| Talmon            | -     | 568    | 2.563  |
|                   |       |        |        |
| Gesamt            | 3.057 | 19.299 | 45.821 |

## Bürgermeister
- 1979–2007 Pinchas Wallerstein
- 2007–2018 Avi Roeh
- Seit 2018 Israel Gantz